# شال

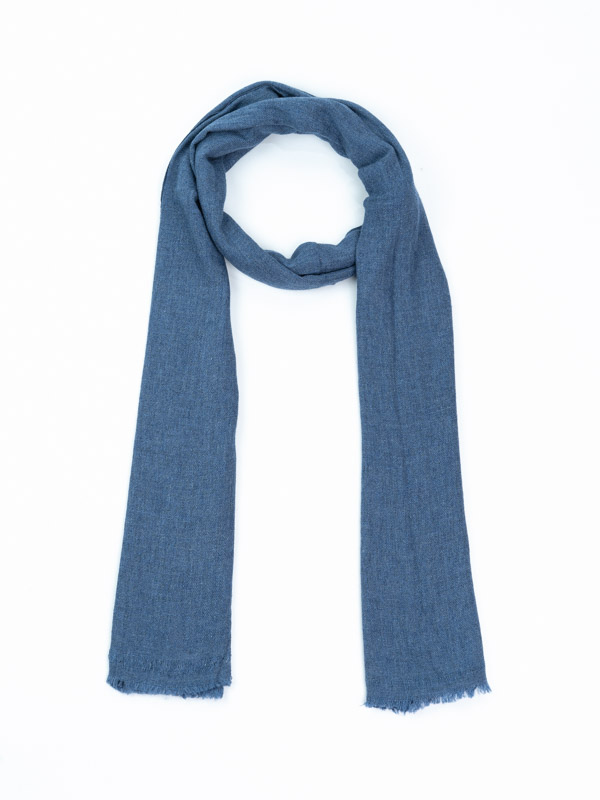
شال آماده

شال (به انگلیسی: Scarf) یکی از پوشیدنی‌ها است که بیشتر به دور گردن یا کمر پوشیده می‌شود. کلمهٔ شال در اصل به معنای نوعی پارچهٔ پشمی یا کرکی است که در قدیم در شهرهای کرمان و مشهد و خلخال بافته می‌شده و برای دوختن پالتو و لباس‌های زمستانی از آن استفاده می‌شده است.

## انواع شال
- شال نخی ساده
- شال لمه‌دار
- شال شنی
- شال الیاف طبیعی (معروف به شال هنرمندی)
- شال کرپ
- شال هددار (شال هددار یا هدشال ترکیب دو محصول هد حجاب و شال کرپ حریر می‌باشد، به این ترتیب که هد به شال متصل شده است. استفاده از هدشال در بین بلاگرهای حجاب بسیار رواج دارد).

به شالی که بر گردن می‌اندازند، شال‌گردن گفته می‌شود.
شال‌های کشمیری از قدیم معروف بوده‌اند.